# Горбачёв, Геннадий Анатольевич
Геннадий Анатольевич Горбачёв (род. 2 мая 1956) — советский и хорватский хоккеист, нападающий. Мастер спорта СССР.

## Биография
Воспитанник московских «Крыльев Советов». В первенстве СССР начинал выступать за команду первой лиги СКА Куйбышев (1975/76 — 1976/77). 19 марта 1977 года провёл единственный матч за «Крылья Советов» — в гостях против «Химика» (3:10). В дальнейшем играл за «Ижсталь» Ижевск (1977/78 — 1983/84), «Торпедо» Тольятти (1984/85 — 1986/87), «Прогресс» Глазов (1989/90 — 1990/91), «Аргус» Москва (1991/92).
Выступал за «Славию» София в чемпионате Болгарии (1990/91, 1991/92), «Младост» (1992/93) и «Загреб» (1993/94 — 1994/95) в чемпионате Хорватии.
В составе сборной Хорватии принимал участие в чемпионатах мира в низших дивизионах.
В 1995 году вместе с командой стал победителем турнира в группе C2, занял второе место в списке лучших бомбардиров, был признан лучшим нападающим турнира.
В 1996 году сборная Хорватии заняла последнее, восьмое место в группе C.
В 1997 году Хорватия победила в группе D, а Горбачёв стал лучшим бомбардиром турнира.
В 2019 году был приглашён на празднование 65-летия глазовского хоккея.